# Fiebrigella flavomaculata
Fiebrigella flavomaculata är en tvåvingeart som först beskrevs av Oswald Duda 1933.  Fiebrigella flavomaculata ingår i släktet Fiebrigella och familjen fritflugor. Inga underarter finns listade i Catalogue of Life.